# Vitré (Ille-et-Vilaine)

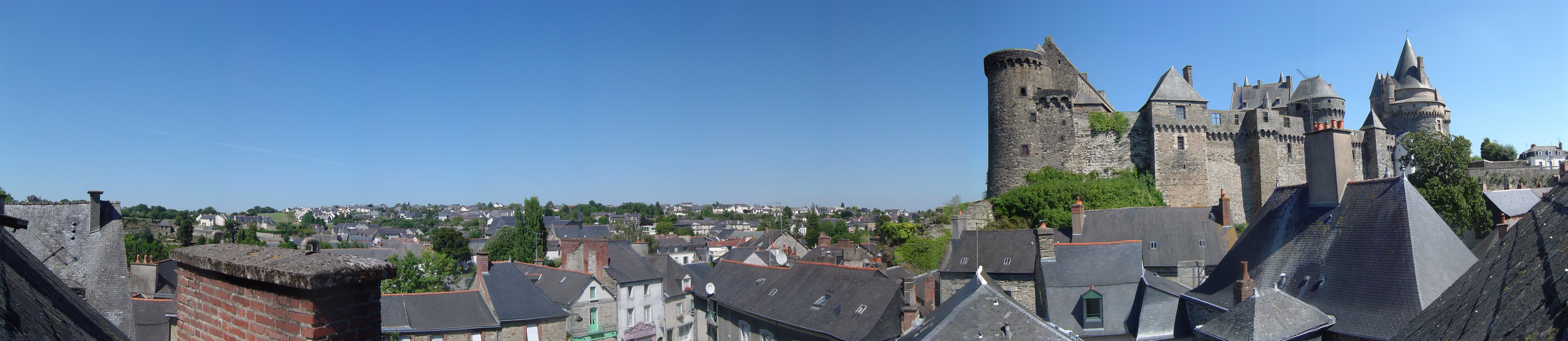
Vitré

Vitré (bret. Gwitreg) – miejscowość i gmina we Francji, w regionie Bretania, w departamencie Ille-et-Vilaine.
Według danych na rok 1990 gminę zamieszkiwało 14 486 osób, a gęstość zaludnienia wynosiła 396 osób/km² (wśród 1269 gmin Bretanii
Vitré plasuje się na 15. miejscu pod względem liczby ludności, natomiast pod względem powierzchni na miejscu 178.).

## Współpraca
- Helmstedt, Niemcy
- Lymington, Wielka Brytania
- Terrebonne, Kanada
- Dżenne, Mali
- Villajoyosa, Hiszpania
- Greece, Stany Zjednoczone
- Środa Wielkopolska, Polska
- Tălmaciu, Rumunia